# ファナーノ
ファナーノ（伊: Fanano）は、イタリア共和国エミリア＝ロマーニャ州モデナ県にある、人口約2,900人の基礎自治体（コムーネ）。

## 地理

### 位置・広がり

#### 隣接コムーネ
隣接するコムーネは以下の通り。括弧内のPTはピストイア県、BOはボローニャ県所属を示す。
- アベトーネ・クティリアーノ (PT)
- フィウマルボ
- リッツァーノ・イン・ベルヴェデーレ (BO)
- モンテーゼ
- サン・マルチェッロ・ピテーリオ (PT)
- セストラ

### 気候分類・地震分類
ファナーノにおけるイタリアの気候分類 (it) および度日は、zona F, 3095 GGである。
また、イタリアの地震リスク階級 (it) では、zona 3 (sismicità bassa) に分類される。

## 行政

### 分離集落
ファナーノには、以下の分離集落（フラツィオーネ）がある。
- Canevare Di Fanano, Fellicarolo, Lotta, Ospitale, Serrazzone, Trentino, Trignano

## 姉妹都市
- フェアバンクス、アメリカ合衆国